# 세네갈의 대통령
세네갈의 대통령(President of Senegal)은 세네갈의 국가 원수이며 임기는 5년 중임제이며 1번 중임은 가능하고 최대 임기는 10년이다.
이 문서는 1960년 세네갈이 프랑스로부터 독립한 이래 대통령 목록이다.

## 역대 대통령 목록
| 대 | 이름                 | 취임일         | 퇴임일           | 정당                                                        |
| -- | -------------------- | -------------- | ---------------- | ----------------------------------------------------------- |
| 1  | 레오폴 세다르 상고르 | 1960년 9월 6일 | 1980년 12월 31일 | 세네갈 진보연합(1960년~1976년) 세네갈 사회당(1976년~1980년) |
| 2  | 압두 디우프          | 1981년 1월 1일 | 2000년 4월 1일   | 세네갈 사회당                                               |
| 3  | 압둘라이 와드        | 2000년 4월 1일 | 2012년 4월 1일   | 세네갈 민주당                                               |
| 4  | 마키 살              | 2012년 4월 2일 | 2024년 4월 2일   | 공화국연합                                                  |
| 5  | 바시루 디오마예 파예 | 2024년 4월 2일 | 현재             | 노동 윤리 박애 세네갈 아프리카 애국자                       |

## 같이 보기
- 프랑스령 세네갈의 식민지 수장
- 세네갈의 총리